# Sogdianotherium
Sogdianotherium es un género extinto de jiráfido que vivió en el Plioceno tardío en Tayikistán. Fue nombrado por primera vez por Sharapov en el año 1974.